# Municipio de Southampton (condado de Bedford)
El municipio de Southampton (en inglés: Southampton Township) es un municipio ubicado en el condado de Bedford en el estado estadounidense de Pensilvania. En el año 2000 tenía una población de 1010 habitantes y una densidad poblacional de 4,9 personas por km².

## Geografía
El municipio de Southampton se encuentra ubicado en las coordenadas 39°44′30″N 78°37′59″O / 39.74167, -78.63306.

## Demografía
Según la Oficina del Censo, en 2000 los ingresos medios por hogar en la localidad eran de $34.524 y los ingresos medios por familia eran $36.667. Los hombres tenían unos ingresos medios de $26.750 frente a los $17.381 para las mujeres. La renta per cápita para la localidad era de $15.271. Alrededor del 7,9% de la población estaban por debajo del umbral de pobreza.